# Diumar Bueno

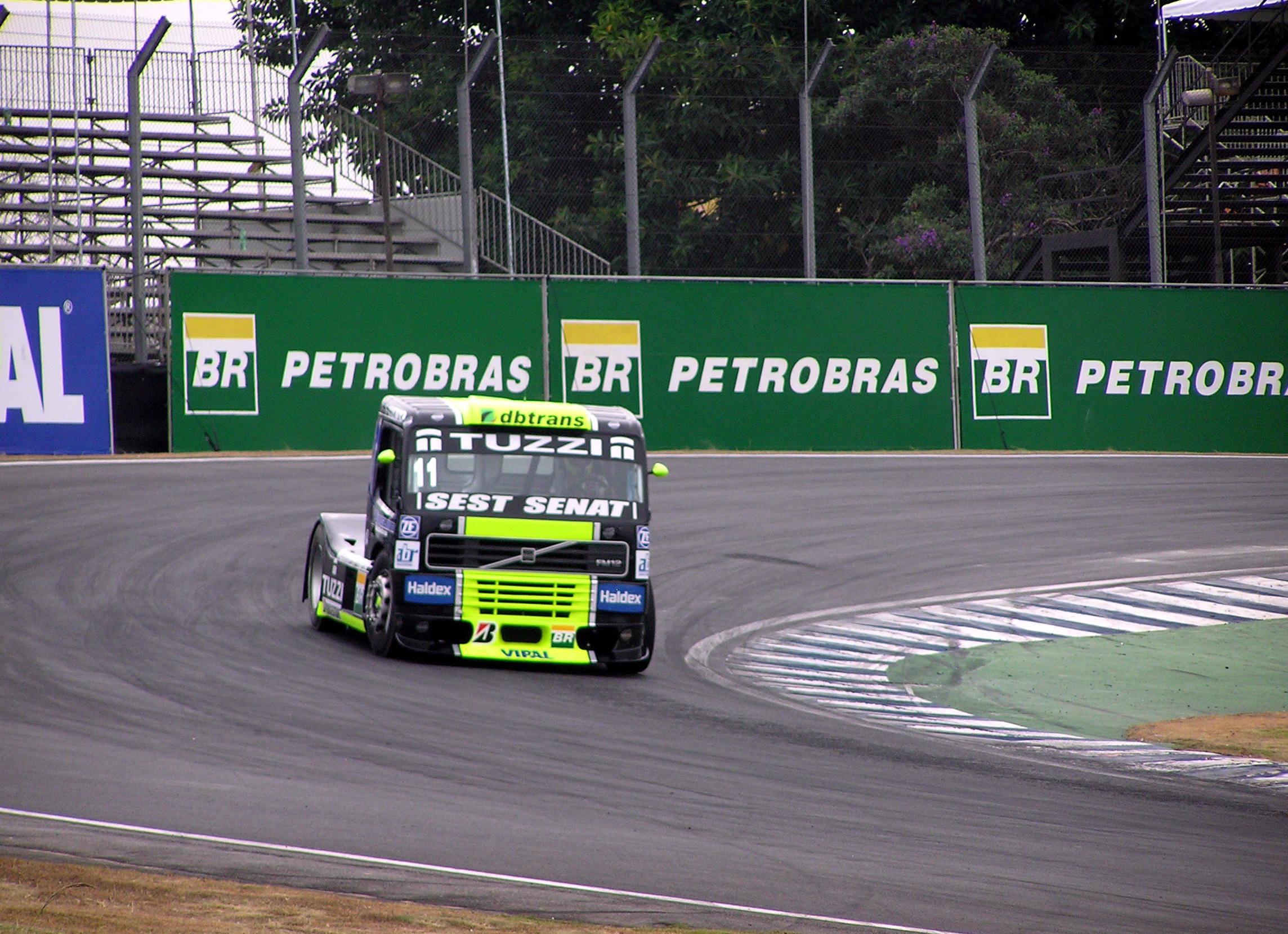
Diumar com seu Volvo, em 2006

Diumar Cunha Bueno é um piloto brasileiro de automobilismo, na categoria caminhões, conhecido pelos anos de competição na Fórmula Truck. 
Iniciou sua carreira nas pistas de terra no Paraná e em Santa Catarina, onde competiu de Opala e Omega na Stock Car (http://www.poeiranaveia.com.br/search/label/Diumar%20Cunha%20Bueno) 

## Carreira

### Fórmula Truck
Diumar Bueno é um dos pioneiros da categoria, ingressando em 1998, alcançou uma pole-position na categoria.

### Acidente em Guaporé 2012
Diumar Bueno sofreu um grave acidente no autódromo de Guaporé, no Rio Grande do Sul. Nos treinos livres seu caminhão perdeu os freios, e ele bateu muro de proteção ao fim da reta principal do circuito a 185km/h. Ele teve 52 fraturas distribuídas entre: pernas, pés, braço, ossos faciais e nasais, além de cortes nos calcanhares e na língua.